# Чёрная Речка (Хабаровский край)
Чёрная Ре́чка — село в Хабаровском районе Хабаровского края. Входит в состав Восточного сельского поселения. Дата образования — 10 сентября 1906 года.

## География
Расположено на 17-м километре автодороги Хабаровск — Комсомольск-на-Амуре.
До 2000-х годов автодорога проходила через село, затем был построен объездной участок и асфальтированная дорога местного значения к селу Дружба.

## История
Дата образования — 10 сентября 1906 года.

## Население
1915 год — 99 дворов при 688 жителях.
1923 год — 102 двора, где проживало 263 мужчины и 266 женщин, имелось 182 коровы, 181 лошадь и 132,5 десятин пахотной земли.
| 1912 | 1923 | 2002  | 2010  | 2011  | 2012  | 2021  |
| ---- | ---- | ----- | ----- | ----- | ----- | ----- |
| 688  | ↘529 | ↗1406 | ↘1382 | ↗1387 | ↗1409 | ↗1519 |

## Инфраструктура
Село Чёрная Речка состоит из трёх улиц (Центральная, Верхняя и Нижняя), соединённых короткими переулками. На окраине села находится воинский гарнизон и многоэтажные жилые дома офицерского состава.
В селе была средняя школа, с конца 1980-х гг. на базе школы была создана школа-интернат, а школьники села стали обучаться в школе села Сергеевка. С 2000-х годов в здании школы располагаются: почта, фельдшерско-акушерский пункт, библиотека.
В окрестностях села — садоводческие общества хабаровчан.
В конце 1980-х годов построен большой магазин стройматериалов, в 2000-е годы перепрофилирован в сельский супермаркет.

### Памятники
- Памятник борцам за Советскую власть[8]

## Галерея
- Село Чёрная Речка, супермаркет
- Село Чёрная Речка, школа